# Tex Williams
Tex Williams (23 de agosto de 1917 - 11 de octubre de 1985) fue un músico y actor estadounidense.

## Biografía
Su verdadero nombre era Sollie Paul Williams, y nació en Ramsey, Illinois. 
Es conocido principalmente por su estilo de blues hablado. Su mayor éxito fue la canción de tema humorístico "Smoke! Smoke! Smoke! (That Cigarette)," que le mantuvo en la primera posición de las listas Billboard durante seis semanas en 1947. "Smoke" fue la canción número cinco en el Top 100 del Billboard de 1947, y número uno de la lista country de ese año. Este tema podía escucharse en las escenas de apertura de la película de 2006 Gracias por fumar. Su canción Smoke! Smoke! Smoke! (That Cigarette) aparece formando la banda sonora del videojuego L.A Noire. 
La banda de Williams, los Western Caravan, estaba compuesta por una docena de miembros, perfectamente acompasados y con un gran nivel de interacción entre los diversos instrumentos, guitarra eléctrica, steel guitar, violines, bajo, acordeón, trompeta, y otros (incluso, ocasionalmente, un arpa). Al principio grabaron polkas para Capitol Records con un éxito limitado. Esto cambió gracias al buen resultado de "Smoke, Smoke, Smoke", escrita en gran parte por Merle Travis.
Tex Williams falleció a causa de un cáncer de páncreas en 1985, en Newhall, California. Fue enterrado en el Cementerio Eternal Valley Memorial Park de Newhall.

## Filmografía
Williams y la Western Caravan actuaron en los siguientes filmes: 
- Tex Williams and His Western Caravan (1947)
- Tex Williams & Orchestra in Western Whoopee (1948)
- Tex Williams' Western Varieties (1951)

## Discografía

### Álbumes
| Año  | Álbum                              | Top Country | Sello    |
| ---- | ---------------------------------- | ----------- | -------- |
| 1955 | Country and Western Dance-O-Rama 5 |             | Decca    |
| 1960 | Smoke! Smoke! Smoke!               |             | Capitol  |
| 1962 | Country Music Time                 |             | Decca    |
| 1963 | Live in Las Vegas                  |             | Liberty  |
| 1966 | A Voice of Authority               |             | Imperial |
| 1966 | Two Sides of Tex Williams          | 26          | Boone    |
| 1971 | A Man Called Tex                   | 38          | Monument |
| 1974 | Those Lazy, Hazy Days              |             | Granite  |

### Singles
| Año  | Sencillo                                                        | Posiciones en la lista | Posiciones en la lista | Álbum                     |
| Año  | Sencillo                                                        | Hot Country Songs      | Billboard Hot 100      | Álbum                     |
| ---- | --------------------------------------------------------------- | ---------------------- | ---------------------- | ------------------------- |
| 1946 | "The California Polka"                                          | 4                      |                        | Solo singles              |
| 1947 | "Smoke! Smoke! Smoke! (That Cigarette)"                         | 1                      | 1                      | Solo singles              |
| 1947 | "That's What I Like About the West"                             | 4                      |                        | Solo singles              |
| 1947 | "Never Trust a Woman"                                           | 8                      |                        | Solo singles              |
| 1948 | "Don't Telephone - Don't Telegraph (Tell a Woman)"              | 2                      |                        | Solo singles              |
| 1948 | "Suspicion"                                                     | 4                      |                        | Solo singles              |
| 1948 | "Banjo Polka"                                                   | 5                      |                        | Solo singles              |
| 1948 | "Who? Me?"                                                      | 6                      |                        | Solo singles              |
| 1948 | "Foolish Tears"                                                 | 15                     |                        | Solo singles              |
| 1948 | "Talking Boogie"                                                | 6                      |                        | Solo singles              |
| 1948 | "Just a Pair of Blue Eyes"                                      | 13                     |                        | Solo singles              |
| 1948 | "Life Gits Tee-Jus, Don't It?"                                  | 5                      | 27                     | Solo singles              |
| 1949 | "(There's a) Bluebird On Your Windowsill"                       | 11                     |                        | Solo singles              |
| 1965 | "Too Many Tigers"                                               | 26                     |                        | Two Sides of Tex Williams |
| 1965 | "Big Tennessee"                                                 | 30                     |                        | Two Sides of Tex Williams |
| 1966 | "Bottom of a Mountain"                                          | 18                     |                        | Two Sides of Tex Williams |
| 1966 | "First Step Down"                                               |                        |                        | Solo singles              |
| 1966 | "Another Day, Another Dollar in the Hole"                       | 44                     |                        | Solo singles              |
| 1967 | "Crazy Life"                                                    |                        |                        | Solo singles              |
| 1967 | "Black Jack County"                                             | 57                     |                        | Solo singles              |
| 1967 | "She's Somebody Else's Heartache Now"                           |                        |                        | Solo singles              |
| 1968 | "Smoke, Smoke, Smoke - '68"                                     | 32                     |                        | Solo singles              |
| 1968 | "Here's to You and Me"                                          | 45                     |                        | Solo singles              |
| 1968 | "Tail's Been Waggin' the Dog"                                   |                        |                        | Solo singles              |
| 1970 | "Big Oscar"                                                     |                        |                        | A Man Called Tex          |
| 1970 | "It Ain't No Big Thing"                                         | 50                     |                        | A Man Called Tex          |
| 1971 | "The Night Miss Nancy Ann's Hotel for Single Girls Burned Down" | 29                     |                        | A Man Called Tex          |
| 1972 | "Everywhere I Go (He's Already Been There)"                     | 67                     |                        | A Man Called Tex          |
| 1972 | "Glamour of the Night Life (Is Calling Me Again)"               |                        |                        | Solo singles              |
| 1972 | "Tennessee Travelin'"                                           |                        |                        | Solo singles              |
| 1972 | "Cynthia Ann"                                                   |                        |                        | Solo singles              |
| 1974 | "Is This All You Hear (When a Heart Breaks)"                    |                        |                        | Those Lazy, Hazy Days     |
| 1974 | "Those Lazy, Hazy, Crazy Days of Summer"                        | 70                     |                        | Those Lazy, Hazy Days     |
| 1974 | "Bum Bum Bum"                                                   |                        |                        | Those Lazy, Hazy Days     |
| 1978 | "Make It Pretty for Me Baby"                                    |                        |                        | solo single               |